# 폴린 무어

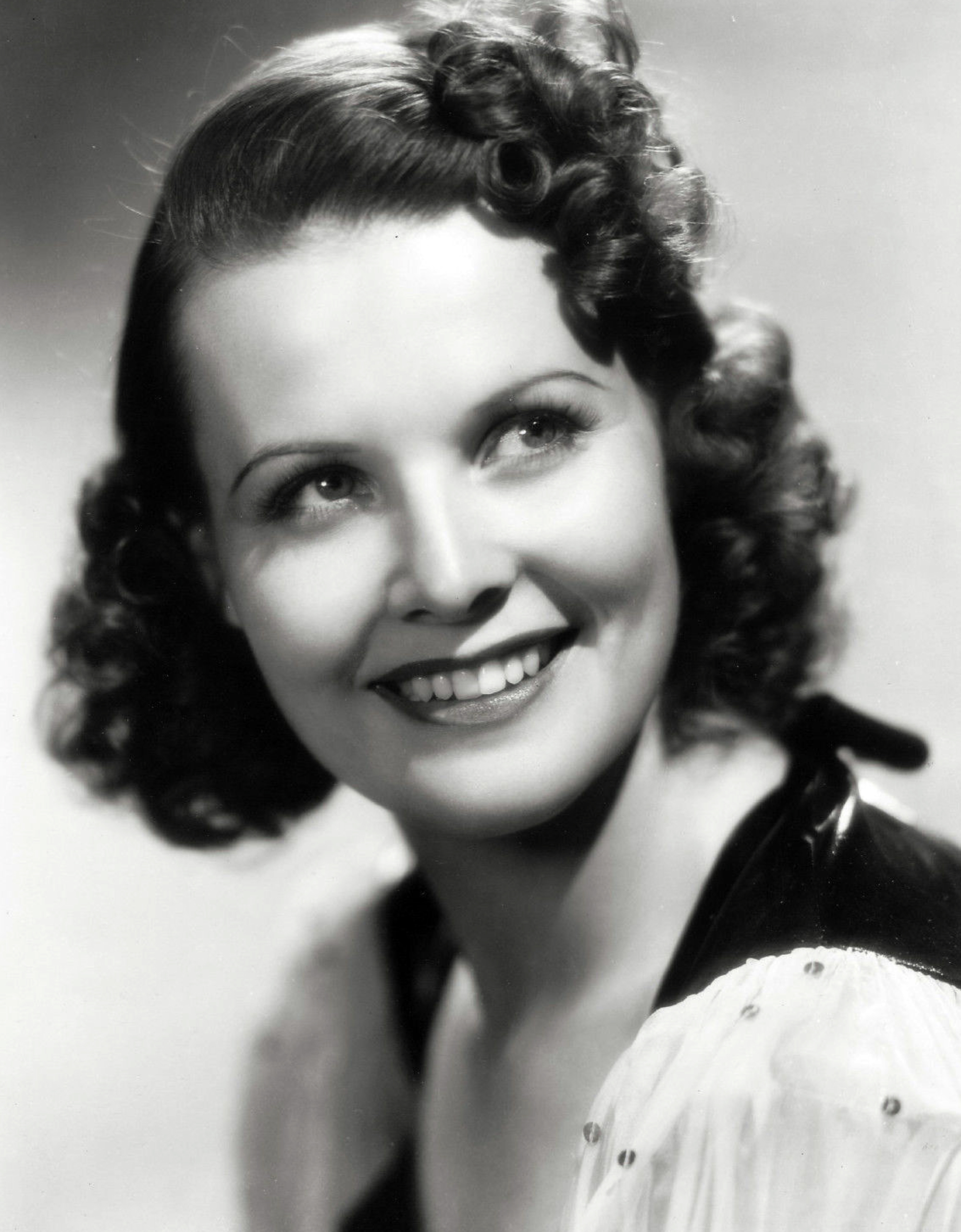

폴린 무어(Pauline Moore, 1914년 6월 14일 ~ 2001년 12월 7일)는 미국의 배우, 텔레비전 배우, 영화배우, 연극 배우이다.
해리스버그에서 태어났다.

## 영화
- 삼총사 (1939년)
- 링컨 (1939년)
- 찰리 찬 앳 더 올림픽 (1937년)
- 하이디 (1937년)